# 堅基夫卡
50°32′31″N 28°6′5″E / 50.54194°N 28.10139°E
堅基夫卡（烏克蘭語：Теньківка）是烏克蘭北部的村莊，隸屬日托米爾州的日托米爾區。該村始建於1867年，面積2.24平方公里，海拔高度212米，2001年人口387，人口密度每平方公里173人。